# Cartuja de Padula
La Cartuja de Padula (en italiano, Certosa di Padula, también conocida como Certosa di S. Lorenzo) es un famoso monasterio cartujo en el parque nacional de Cilento en Italia meridional. Es un lugar declarado Patrimonio de la Humanidad por la Unesco.
El monasterio es la segunda cartuja por tamaño de Italia, después de la de Parma. Fue fundado por Tommaso San Severino el 27 de abril de 1306 sobre un cenobio preexistente. Está dedicado a San Lorenzo, y su estructura arquitectónica recuerda la parrilla sobre la que el santo fue quemado vivo. La historia del edificio cubre 450 años. Las principales partes son barrocas. Es bastante grande, unos 51.500 metros cuadrados en total, con 320 habitaciones y salas.
El monasterio tiene el claustro más grande del mundo, con 12.000 metros cuadrados, y está rodeado por 84 columnas. Una famosa escalera en espiral hecha de mármol blanco dentro de un anexo lleva a la gran biblioteca.
Según las estrictas reglas cartujanas entre la contemplación y el trabajo en la cartuja, hay dos lugares distintos para estas prácticas: el pacífico claustro, la biblioteca, con su fino suelo de baldosas cerámicas de Vietri, las capillas decoradas con obras de mármol finamente incrustado, los huertos del claustro; y la enorme cocina -donde se cocinó la legendaria tortilla de mil huevos para Carlos I -, las bodegas con sus enormes cubas de vino, lavanderías, y los enormes patios externos, donde la gente trabajaba en los establos, hornos, y en el molino de aceite de oliva. Los patios se usaban para actividades productivas y para intercambios comerciales de la cartuja con el mundo exterior. El monasterio alberga el museo arqueológico de Lucania Occidental, que conserva una colección de todos los hallazgos desenterrados en las excavaciones de la necrópolis de Sala Consilina y Padula. Este museo representa un periodo de tiempo que va de la Protohistoria a la Época helenística.

## Galería de imágenes

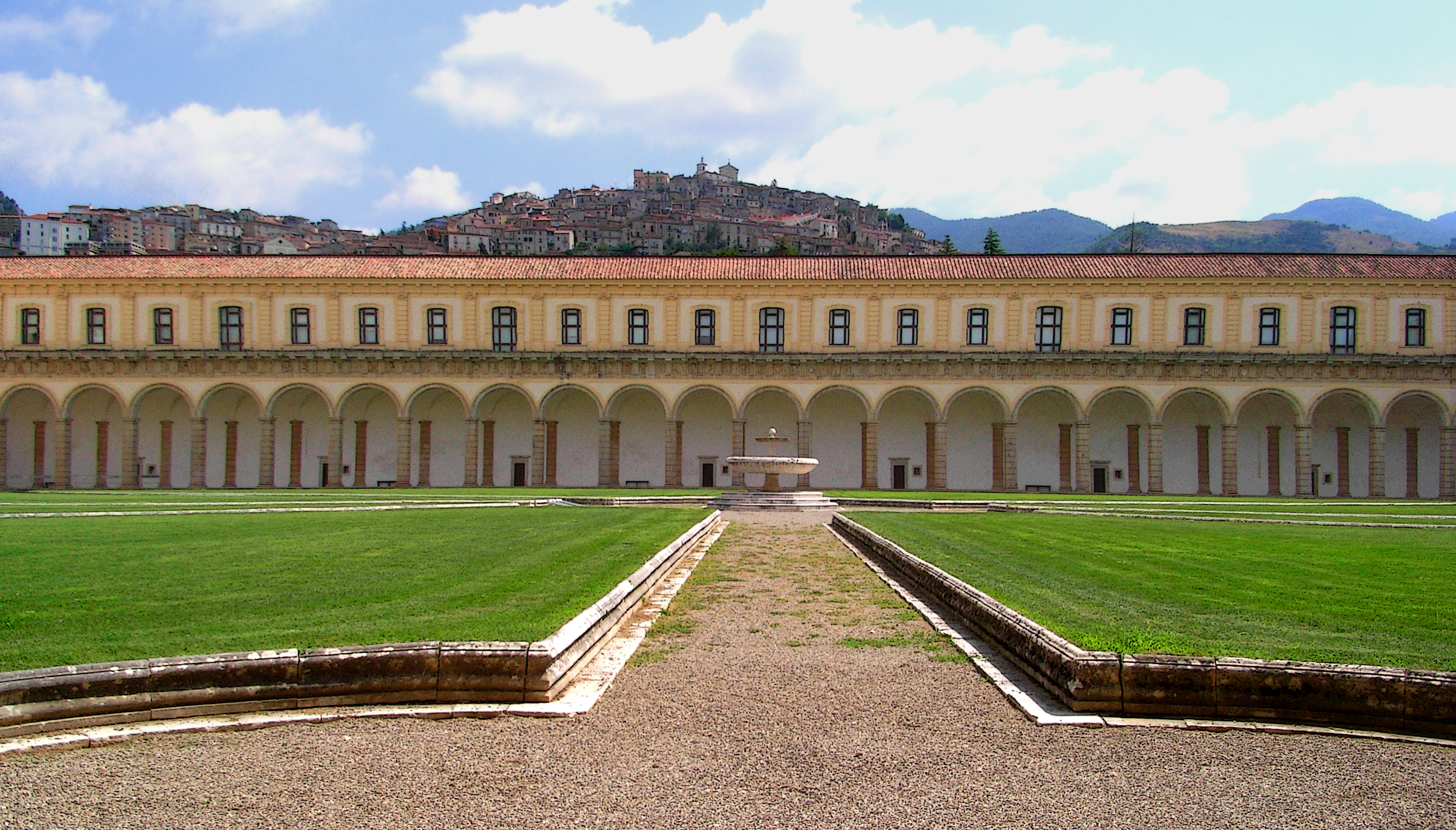
Patio principal
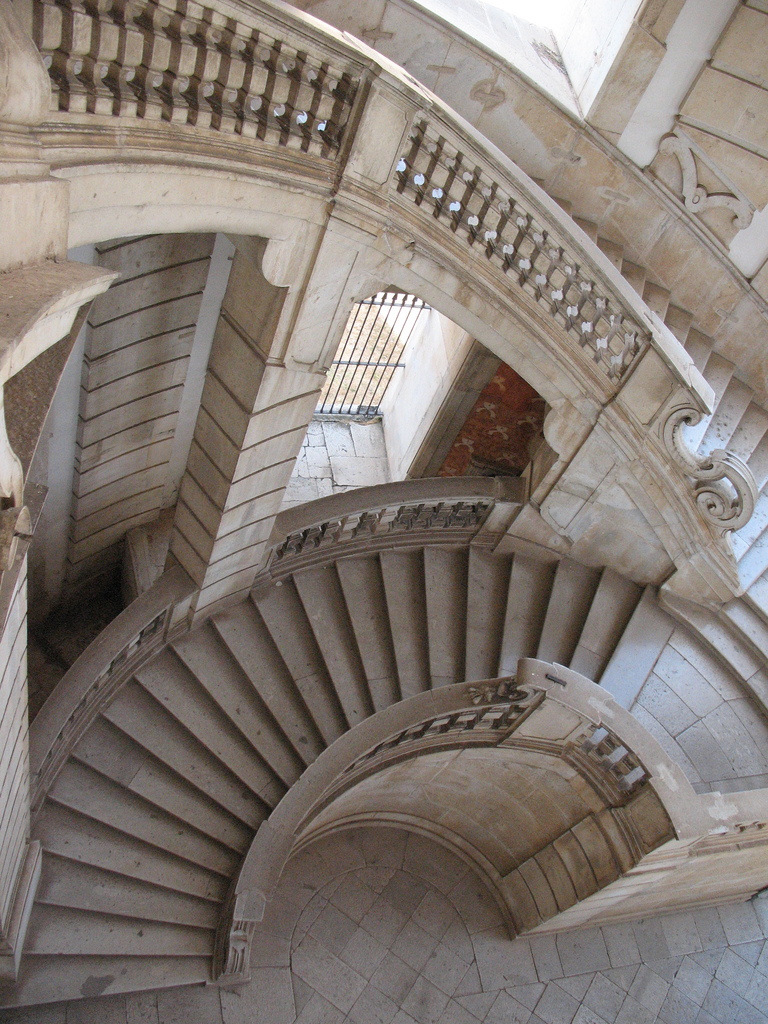
Panorámica de la escalera principal.
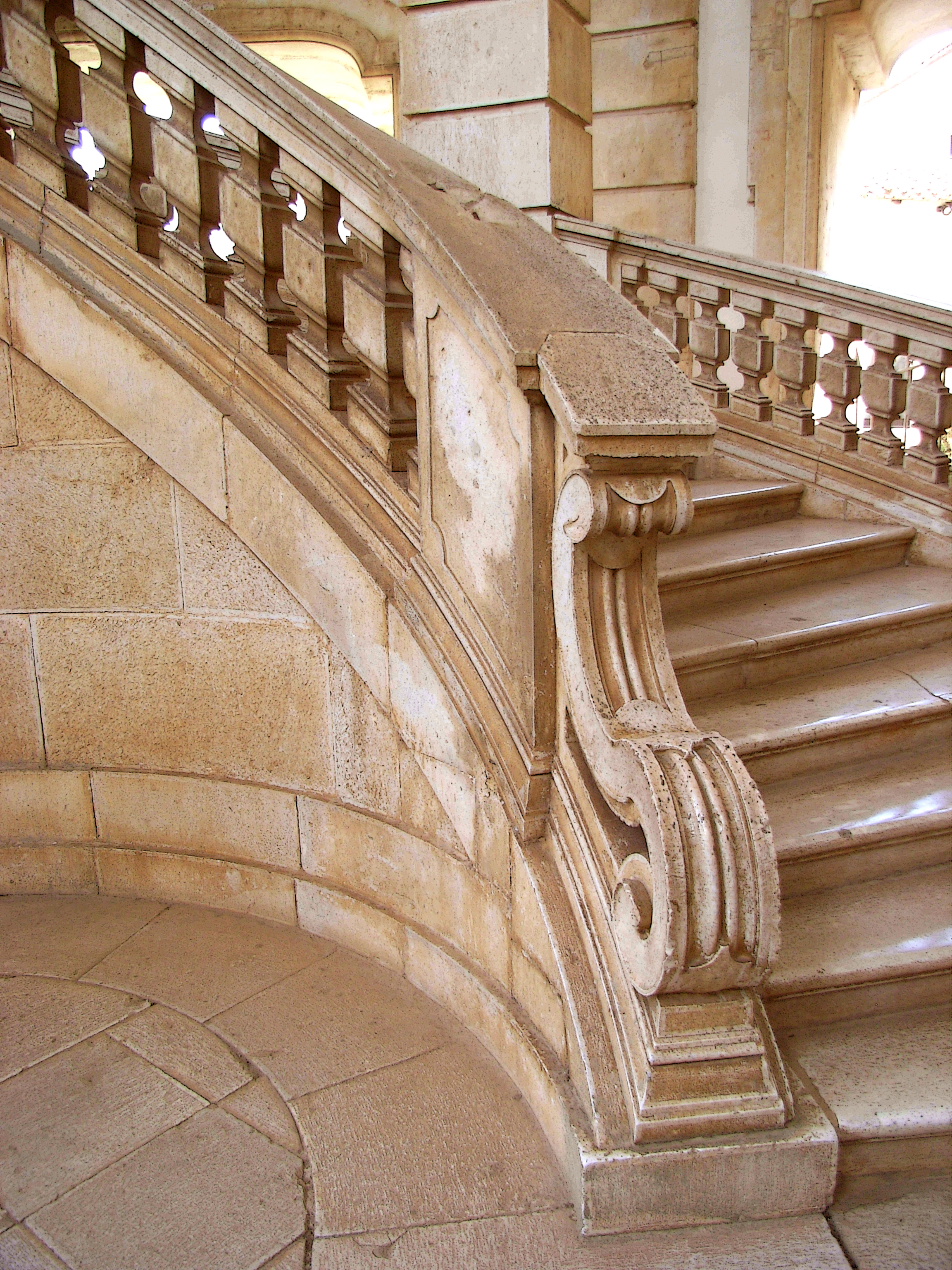
Detalle de la escalera.